# كريستوفر فرانك
كريستوفر فرانك (بالإنجليزية: Christopher Frank)‏ كاتب، ومخرج أفلام ، وكاتب سيناريو فرنسي من أصل بريطاني، ولد في 5 ديسمبر 1942 ببيكونسفيلد، كيبك إنجلترا، وتوفى في 20 نوفمبر 1993 بباريس بسبب احتشاء عضل القلب. حصل على جائزة رينودو الأدبية عام 1972.

## روابط خارجية
- كريستوفر فرانك على موقع IMDb (الإنجليزية)
- كريستوفر فرانك على موقع مونزينجر (الألمانية)
- كريستوفر فرانك على موقع ألو سيني (الفرنسية)
- كريستوفر فرانك على موقع أول موفي (الإنجليزية)
- كريستوفر فرانك على موقع قاعدة بيانات الأفلام السويدية (السويدية)
- كريستوفر فرانك على موقع قاعدة بيانات الفيلم (الإنجليزية)
- كريستوفر فرانك على موقع كينوبويسك (الروسية)